# Ophrys speculum
Ophrys speculum — рослина з родини зозулинцевих, або орхідних (Orchidaceae). лат. speculum — «дзеркальний».

## Опис
Це трав'янистий цибулинний геофіт, що досягає висоти 25–30 см. Нижні листки яйцювато-ланцетні, розташовані в розетці. Суцвіття складається з від 2 до 8 квіток. Чашолистки мають зеленуватий колір з коричневими прожилками. Губа трилопатева, оправлена червонувато-коричневим товстим волоссям. Пелюстки короткі, запушені, мають фіолетовий колір. Пелюстки яйцюваті, блакитний межує з жовтим, який є основою, бічні пелюстки ланцетні, жовто-червонуваті. Цвіте з березня по квітень. У районах, де комах-запилювачів нема, може відтворитися вегетативним розмноженням.

## Поширення
Присутній в Португалії, Гібралтарі, Іспанії, Італії та Франції. Також в Марокко, Алжирі, Тунісі, Лівії, на декількох островах Егейського моря, в Анатолії та Лівані. Росте на луках, чагарниках і лісах з перевагою до вапняних ґрунтів на висотах від 0 до 1200 м над рівнем моря.

## Галерея

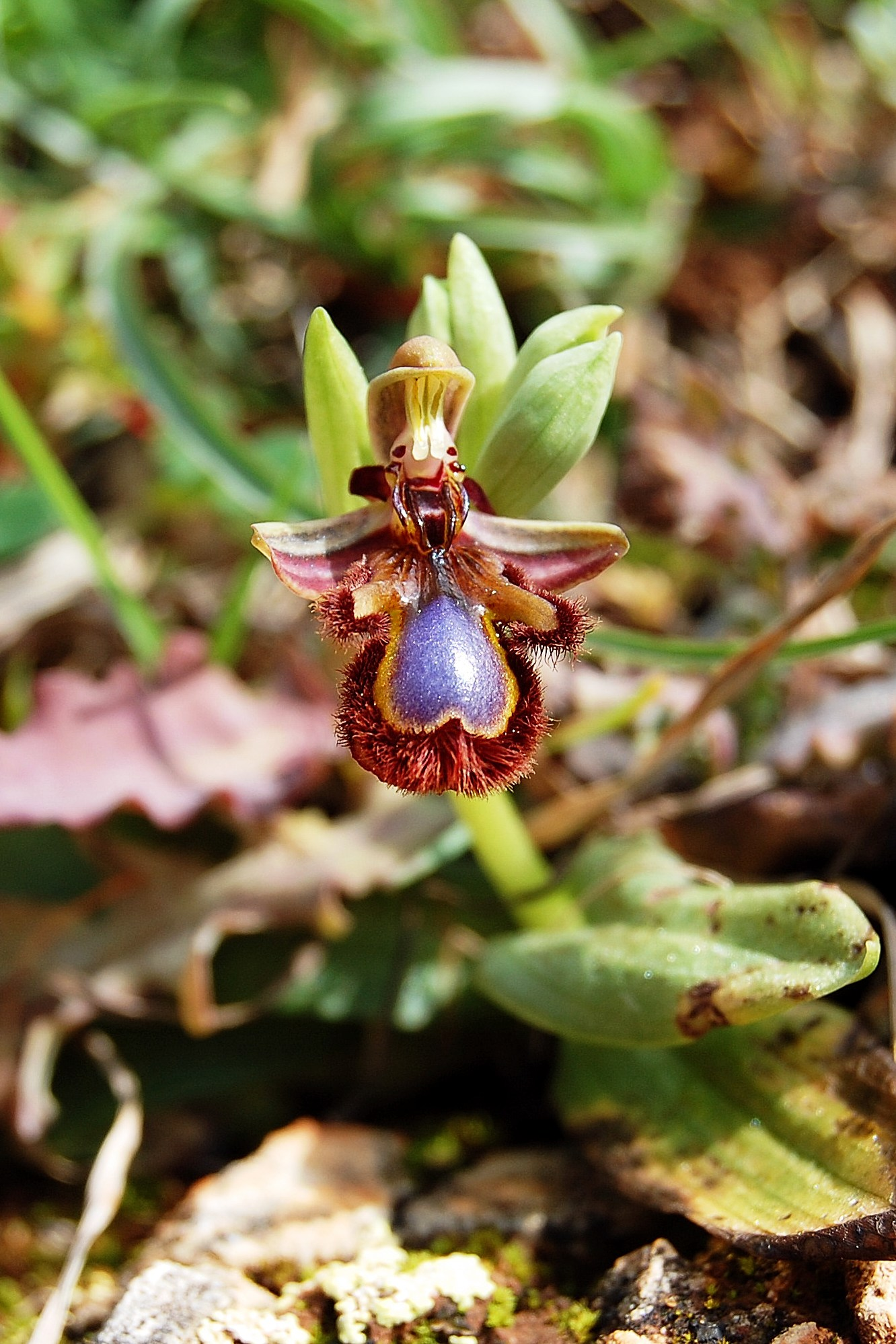
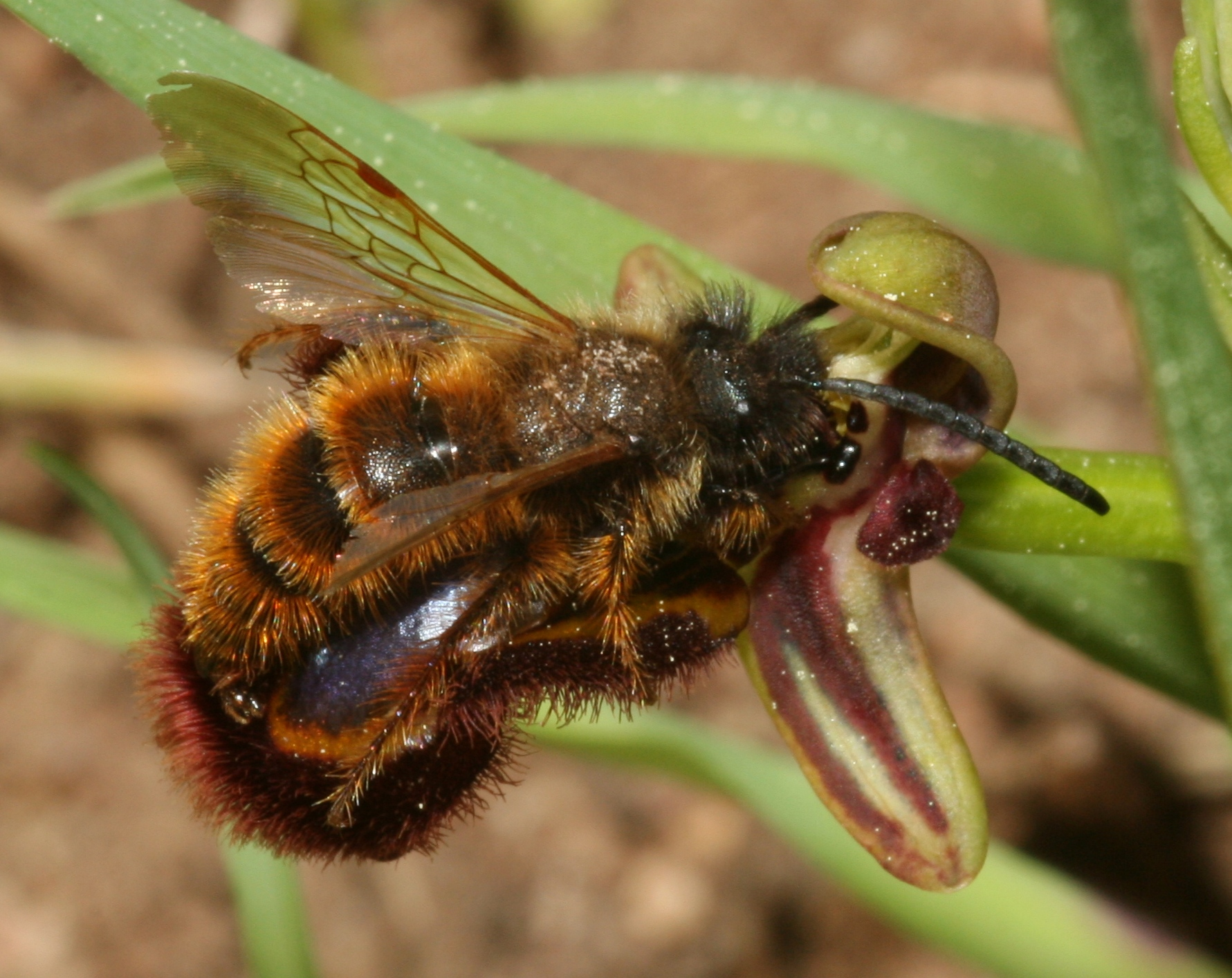
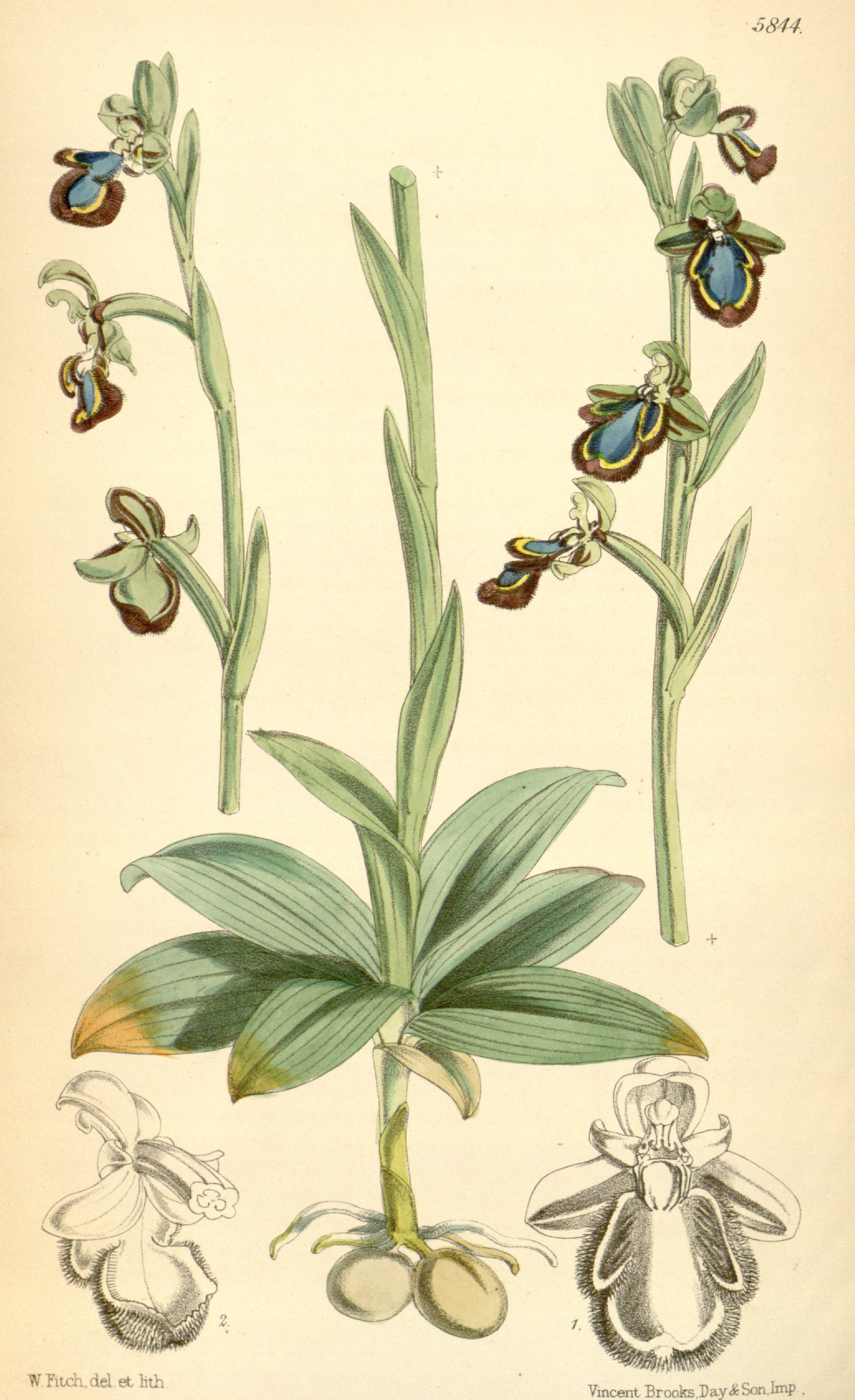

|  | Це незавершена стаття про орхідеї. Ви можете допомогти проєкту, виправивши або дописавши її. |